# رسانه در ایران

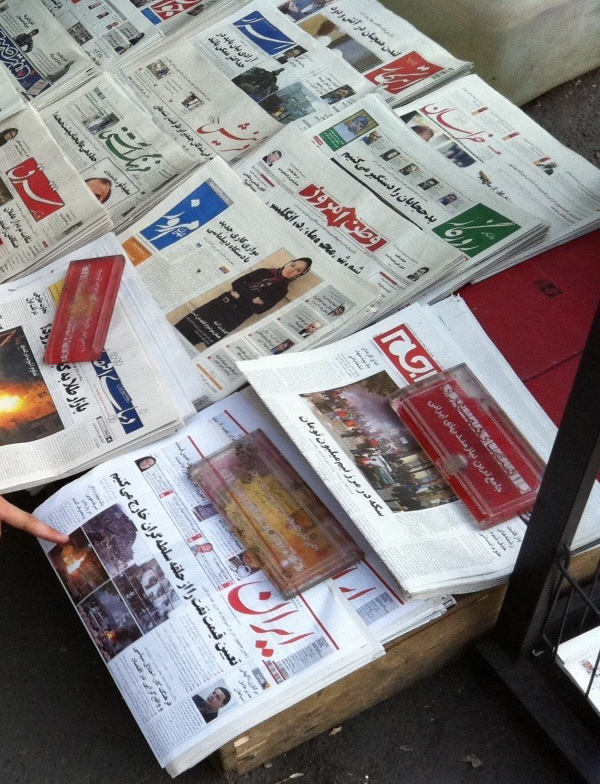
شماری از روزنامه‌های ایران در تهران، پایتخت این کشور

رسانه‌ها در ایران، چه در مالکیت خصوصی باشند و چه عمومی، زیر نظر دولت و وزارت فرهنگ و ارشاد اسلامی فعالیت می‌کنند. مطبوعات ایران می‌توانند خصوصی یا دولتی باشند، امّا در هر دو حالت باید از وزارت فرهنگ و ارشاد اسلامی مجوز انتشار بگیرند. در ایران، صدا و سیمای جمهوری اسلامی ایران، بیش از دوازده کانال رادیویی و چهل و هفت کانال تلویزیونی منطقه‌ای و ملّی را اداره می‌کند. همچنین این سازمان، مالک روزنامهٔ جام‌جم یکی از بزرگ‌ترین نشریات چاپی ایران است. با این حال، صدا و سیما تنها یکی از ابزارهای نفوذ داخلی به‌شمار می‌رود. سایر سازمان‌های دولتی، مانند وزارت فرهنگ و ارشاد اسلامی، روزنامه‌های خود را مدیریت کرده و سیستم‌های تأمین مالی و صدور مجوز را کنترل و مواضع تحریریه مطبوعات نیمه‌مستقل ایران را تعیین می‌کنند. بیت رهبری یک روزنامهٔ بزرگ دیگر را اداره می‌کند و بر شبکه‌ای از نشریات محافظه‌کار نظارت دارد که تنها به مقامات مذهبی پاسخگو هستند. سپاه پاسداران انقلاب اسلامی نیز فعالیت‌های مطبوعاتی وابسته به خود را دارد. اگرچه این سازمان‌های خبری دیدگاه‌های متنوعی از جهان را ارائه می‌دهند، امّا دامنهٔ باورهای «قابل قبول» توسط سانسورچی‌های دولتی تعیین می‌شود.
نشریات و روزنامه‌های ایران بیشتر در پایتخت این کشور منتشر می‌شوند و بر اساس قانون مطبوعاتی انقلابی ایران، مجوز می‌گیرند. انتشار تمایلات و باورهای ضد اسلام، کاملاً ممنوع بوده است. وزارت فرهنگ و ارشاد اسلامی، خبرگزاری جمهوری اسلامی را اداره می‌کند. خبرنگاران خارجی، تنها در موارد ویژه‌ای مجازند به این کشور وارد شوند. با وجود تضمین‌های قانونی آزادی رسانه، سانسور رسانه‌های همگانی و اینترنت، توسط عناصر محافظه‌کار دولت، گسترده است. جدا از این موضوعات، رسانه‌های چاپی در اواخر دههٔ ۱۹۹۰ میلادی، در رشد اصلاحات سیاسی در ایران نقش به‌سزایی داشتند. در دههٔ ۲۰۰۰ میلادی نیز گروه‌های اصلاح‌طلب و مخالف، به‌طور فزاینده‌ای پیام‌های خود را در اینترنت پخش می‌کردند. در برابر آنان، مقامات حکومت، تلاش‌های خود را برای خاموش کردن مخالفت‌های آنلاین، تشدید کردند. روزنامه‌های این کشور، شامل روزنامه‌هایی چون اطلاعات و کیهان می‌شود. ایستگاه‌های پخش رادیو و تلویزیون در ایران، توسط حکومت اداره شده و سراسر کشور را پوشش می‌دهند؛ برخی از پخش‌های این بخش، دریافت بین‌المللی نیز دارند. حکومت جمهوری اسلامی، تجهیزات دریافت ماهواره‌ای را در سال ۱۳۷۳ غیرقانونی اعلام کرد، امّا این ممنوعیت به‌طور نامنظمی اجرا شد و بسیاری از ایرانیان، به دریافت برنامه‌های ماهواره‌ای ادامه دادند. برنامه‌های ساخت ایران، به زبان فارسی، برخی از زبان‌های خارجی و نهایتاً به زبان‌ها و گویش‌های محلی پخش می‌شوند. با وجود اینکه سواد سیاسی در سال‌های پس از انقلاب ۱۳۵۷ به میزان قابل توجهی افزایش یافته، امّا رسانه‌های دیداری و شنیداری بسیار اثرگذارتر از رسانه‌های چاپی هستند؛ به‌ویژه در مناطق روستایی ایران.

## رادیو و تلویزیون
شبکه‌های تلویزیونی و رادیویی ایران در حال حاضر دولتی هستند و نظارت بر آن‌ها وظیفهٔ «شورای نظارت بر سازمان صدا و سیما» است. رئیس صدا و سیما از سوی علی خامنه‌ای رهبر ایران، منصوب می‌شود.
نخستین فرستندهٔ تلویزیونی در ایران، در سال ۱۳۳۷ ایجاد شد. به‌طور کل، گسترش تلویزیون در ایران، سرگرمی‌های سنتی دیگری چون شهر فرنگ را از میان برد. با وجود اینکه بازی‌های آسیایی ۱۹۷۴ (۱۳۵۳) با سیستم رنگی پخش شد ولی برنامه‌ریزی کامل تلویزیون رنگی، از چهار سال پس از آن، انجام شد. تلویزیون با پخش کردن اخبار و برنامه‌های گوناگون آموزشی، اثری قابل توجه در افزایش آگاهی اجتماعی داشت. نمایش مسابقه‌های گوناگون و پخش مستقیم سفر سرنشینان آپولو ۱۱ به کره ماه و جشن‌های ۲۵۰۰ ساله شاهنشاهی، نمونه‌هایی از برنامه‌های این دوره هستند. بر اساس گزارشی در ایسنا، «تلویزیون ملی ایران در هر هفته ساعت‌ها فیلم‌های خارجی به‌ویژه آمریکایی پخش می‌کرد. در این فیلم‌ها صحنه‌هایی از زندگی عاشقانه غربی، باغچه‌آرایی، پوشش ویژه زنان در غرب، شیوهٔ سکونت و زندگی در خانه و تصویری از دنیای وسترن پخش می‌شد.»
پس از انقلاب ۱۳۵۷، انتشار و پخش برنامه‌های صوتی و تصویری فراگیر در انحصار صدا و سیما بوده است. در قانون اساسی جمهوری اسلامی، رادیو و تلویزیون، دولتی بوده و راه‌اندازی شبکه‌های رادیویی و تلویزیونی خصوصی، مغایر این اصل دانسته شده است. سازمان صدا و سیمای جمهوری اسلامی ایران (نام پیش از انقلاب ۱۳۵۷: سازمان رادیو تلویزیون ملی ایران) بزرگ‌ترین سازمان رسانه‌ای ایران و یکی از بزرگ‌ترین سازمان‌های رسانه‌ای جهان، از دید شمار نیروی انسانی بوده است. این سازمان، سالانه ردیف بودجهٔ خود را داشته و بر پایهٔ گزارشی در سال ۱۳۹۵، بودجهٔ این سازمان، بیش از ۲ هزار میلیارد تومان بوده است.
صدا و سیما در دورهٔ جمهوری اسلامی آشکارا به حمایت رسانه‌ای از اسلام و حکومت جمهوری اسلامی پرداخته است. بنا بر اساسنامهٔ صدا و سیما، هدف اصلی این سازمان ایجاد محیطی مساعد برای تزکیه و شتاب بخشیدن به حرکت تکاملی انقلاب اسلامی در سراسر جهان است. این هدف‌ها در چهارچوب برنامه‌های ارشادی، آموزشی، خبری و تفریحی این سازمان اجرا شده‌اند. عملکرد این سازمان توسط ایرانیان مورد انتقاد واقع شده و برخی آن را «دستگاه تولید دروغ» نامیده‌اند. مسئول بخش ایران و افغانستان در سازمان گزارشگران بدون مرز، اعلام کرد رسانه‌هایی نظیر صدا و سیما تنها در چند کشور دیگر از جمله چین و کره شمالی وجود دارند. این سازمان اهمیت ویژه‌ای در جمهوری اسلامی ایران دارد و در سال ۱۳۹۸، بودجه دولتی این سازمان به‌تنهایی نزدیک ۲ تریلیون تومان بوده است. علی خامنه‌ای، رهبر ایران نیز صدا و سیما را «عمده‌ترین مرکز هدایت فکری» دانسته است.

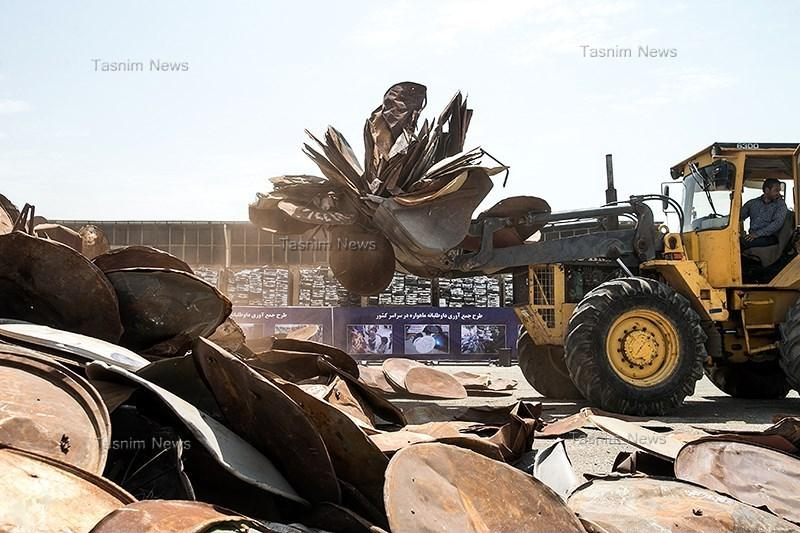
طرح جمع‌آوری تجهیزات دریافت ماهواره‌ای در ایران. در سال ۱۳۷۳ استفاده از تجهیزات دریافت ماهواره‌ای در ایران ممنوع شد. حکومت ایران آن را گامی در جهت صیانت از اخلاق و باورهای دینی مردم قلمداد می‌کند ولی به باور صاحب‌نظران این کار با هدف سانسور و عدم دسترسی مردم ایران به اخبار و اطلاعات روز انجام می‌شود.

همچنین حکومت جمهوری اسلامی، تجهیزات دریافت ماهواره‌ای را در سال ۱۳۷۳ غیرقانونی کرد، امّا این ممنوعیت به‌طور نامنظمی اجرا شد و بسیاری از ایرانیان به دریافت برنامه‌های ماهواره‌ای ادامه دادند. برنامه‌های ساخت ایران، به زبان فارسی، برخی از زبان‌های خارجی و در پایان به زبان‌ها و گویش‌های محلّی پخش می‌شوند.

### رادیو و تلویزیون خصوصی
تاکنون تلاش‌هایی به منظور ایجاد امکان تأسیس رادیو و تلویزیون خصوصی انجام شده است. از جمله مهدی کروبی، نامزد نهمین دوره انتخابات ریاست جمهوری ایران اعلام کرده بود که قصد ایجاد یک شبکه خصوصی را دارد. قرار بود ادارهٔ این شبکه بر عهدهٔ بهروز افخمی باشد. علی مطهری نیز طرحی را به منظور تغییر در نحوهٔ اداره و نظارت رادیو و تلویزیون دولتی در ایران به مجلس هشتم ارائه کرد که می‌توانست راه را برای تأسیس شبکه‌های خصوصی باز کند. همهٔ این تلاش‌ها مغایر با قانون اساسی دانسته شد و ناکام ماند.

## رسانه‌های نوشتاری

### روزنامه‌ها
اغلب روزنامه‌های ایران (از جمله دنیای اقتصاد، ایران، کیهان، شرق، اعتماد، رسالت، اطلاعات و همشهری) به زبان فارسی منتشر می‌شوند؛ البته روزنامه‌هایی به زبان انگلیسی (از جمله ایران دیلی و تهران تایمز) و زبان‌های دیگر نیز منتشر می‌شوند.

### نشریات طنز
چندین نشریه طنز در ایران منتشر می‌شده که مهم‌ترین و از آخرین بازماندگان این‌گونه نشریات، مجلّهٔ گل آقا بوده که در حال حاضر با مرگ گل آقا نشر خود را متوقف کرده است.

## اینترنت
به شکل رسمی، برای نخستین بار، ایران در سال ۱۳۷۲ به اینترنت متصل شد؛ امّا همه‌گیری آن در این کشور بیشتر از هشت سال طول کشید. در سال ۱۳۸۱ به دستور علی خامنه‌ای، رهبر جمهوری اسلامی ایران، شبکهٔ اینترنت به زیر دیدبانی و کنترل درآمد. کمی بعد، فهرستی از نخستین وبگاه‌ها برای فیلترینگ ایجاد شد. هفت سال پس از آن، حکومت جمهوری اسلامی با ساخت محدودیت‌های بیشتر در زمینهٔ اینترنت، از پخش شدن بخش بزرگی از اخبار همانند تصاویر و فیلم‌های سرکوب اعتراضات به نتیجهٔ انتخابات سال ۱۳۸۸ جلوگیری کرد؛ اگرچه آن محدودیت نیز برای مقام‌های این نظام، کافی نبود و به سرعت ساخت اینترنت داخلی آغاز شد. اعتراض‌های ضدحکومتی گسترده در سال ۱۳۹۶ ساخت این شبکهٔ داخلی را تشدید کرد و در همین دوره، مسدودسازی‌های گسترده‌ای رخ داد.
به‌طور کل، جمهوری اسلامی ایران، کشوری با محدودیت بالا در دسترسی به اینترنت است و سانسور اینترنت در ایران در دوران جمهوری اسلامی، به شکل گسترده‌ای صورت گرفته است. نیمی از ۵۰۰ وبگاه برتر الکسا در این کشور فیلتر هستند. شماری از شبکه‌های اجتماعی پربازدید نیز فیلتر شده‌اند؛ توییتر نمونه‌ای از موارد فیلترشده بوده که هنگام سانسور همگانی، مقامات حکومتی در آن فعالیت می‌کردند. قطعی اینترنت در هنگام تظاهرات همانند قطعی سراسری ۱۳۹۸ و تشویق ایرانیان به استفاده از شبکه ملی اطلاعات، از دیگر مسائل اینترنت در ایران بوده‌اند. اینترنت ملی در دوران محمود احمدی‌نژاد طرح و در دوران حسن روحانی، پیگیری شد. بر اساس گزارشی در بی‌بی‌سی فارسی، شکل ایده‌آل مورد نظر این حکومت، داشتن شبکه‌ای درون کشور است که در این شبکه، کاربرها بتوانند با یکدیگر ارتباط بگیرند ولی همهٔ محتوای فرستاده شده در بستر آن، بررسی و مانیتور شوند. هر داده‌ای از بیرون به داخل چنین شبکه‌ای نیز باید «پالایش» شود. سطح‌هایی نیز برای دسترسی به اینترنت تعریف شده تا افراد برای نمونه بر پایهٔ شغلی که دارند، بتوانند از اینترنت استفاده کنند. با این موارد، طرح صیانت گامی بزرگ برای رسیدن به محدودیت‌های دلخواه حکومت جمهوری اسلامی دانسته شده است. رهبر جمهوری اسلامی، خامنه‌ای، پیش از این از مقام‌های ایرانی گله کرده بود که «فضای مجازی ول و رهاست.» کمی پیش از این طرح نیز، شبکهٔ اجتماعی پرهوادار تلگرام در ایران فیلتر شد.
بر اساس گزارشی در دی‌ماه ۱۳۹۹، ۸۰ درصد ایرانیان از اینترنت استفاده می‌کنند.

## بازی‌های ویدئویی
بازی‌های ویدئویی در ایران با رشد پیوستهٔ صنعت بازی‌های ویدئویی در این کشور، در حال فراگیری بوده است. صنعت بازی‌های ویدئویی در ایران، از حدود سال ۱۳۹۳، با شیب تندی به سوی افزایش فروش دیجیتالی رفته است. از سال ۱۳۹۲، ساخت بازی‌های موبایلی در ایران، گسترش پیدا کرده و شمار بازیکنان آن نیز به‌طور قابل توجه‌ای، از بازیکنان رایانه پیشی گرفته است. صنعت بازی در ایران، به دلیل عدم رعایت کپی‌رایت به‌ویژه در مورد بازی‌های دیگر کشورها، دچار مشکلات فراوانی شده است. بر اساس گزارشی که در سال ۱۳۹۶ منتشر شد، از هر ۱۰۰ ایرانی، ۳۵ نفر گیمر هستند و نیمی از این گیمرها آنلاین بازی می‌کنند. با ورود کنسول‌های نسل هشتم به ایران، درآمدهای نرم‌افزاری و سخت‌افزاری وابسته در این کشور، افزایش بسیاری یافتند.
از دیدگاه جنسیتی، ۳۷ درصد از گیمرهای ایرانی، زن هستند. میانگین مدّت انجام بازی‌های دیجیتال کامپیوتری و ویدئویی در ایران، از ۷۹ دقیقه در روز در سال ۱۳۹۴، به ۹۰ دقیقه در سال ۱۳۹۶ رسیده است. جوانان، بیشتر گیمرها در ایران را تشکیل می‌دهند و نزدیک به یک سوم بازیکنان ایرانی، مابین ۱۲ تا ۱۹ سال سن دارند. پس از آن، گیمرهای ۲۰ تا ۳۴ ساله و پس از آن، کودکان ایرانی، بیشترین علاقه را به بازی‌های ویدئویی دارند. رسانه‌های جمهوری اسلامی ایران نیز، با تمرکز بر محتوای جنسی برخی از بازی‌ها، آن‌ها را «مستهجن و مضر» خوانده و بر فروش آسان آن‌ها در ایران انتقاد کرده‌اند.

## پادکست
پادکست فارسی از میانهٔ دههٔ ۱۳۸۰ با برنامه‌های اوّلیهٔ «رادیو کوچه» و نخستین مجموعه‌پادکست‌های بی‌بی‌سی فارسی شکل گرفت، امّا جهش اصلی آن از سال ۱۳۹۴ و با فراگیر شدن تلفنِ هوشمند و پلتفرم‌های بومی مانند «شنوتو» و «Namlik» رخ داد. در سال ۱۳۹۸ مسدود شدن موقت سرویس جهانی Castbox و اجرای مقررات «ساترا» بحث تازه‌ای دربارهٔ محدودهٔ آزادی بیان در فضای صوتی آنلاین برانگیخت. امروزه نزدیک به ۴۰۰ پادکست فعال فارسی در ژانرهای روایت مانند چنل‌بی، فناوری-جامعه مانند رادیو گیک و خبر و تحلیل مانند رادیو فردا فعالیت می‌کنند و سهم زنان پادکستر نیز رو به افزایش است.

## جرائم مطبوعاتی
بر اساس اصل ۱۶۸ قانون اساسی جمهوری اسلامی ایران به جرائم مطبوعاتی در دادگاه مطبوعات به صورت علنی و با حضور هیئت منصفه رسیدگی می‌شود. چنانچه رسانهٔ مکتوبی به تشخیص هیئت منصفه به اقدام علیه امنیت ملّی، توهین به مقدسات یا نشر اکاذیب محکوم شود، مجوز نشریه به‌طور دائم یا موقت لغو می‌شود. در کنار دادگاه مطبوعات، دادسرای فرهنگ و رسانه نیز کار رسیدگی «متمرکز» و «تخصصی» به پرونده‌های رسانه‌ای و فرهنگی را برعهده دارد.
برخی اتهام‌های مطبوعاتی همچون اقدام علیه امنیت داخلی، توهین به روح‌الله خمینی و سید علی خامنه‌ای و توطئه علیه نظام جمهوری اسلامی در حیطهٔ کار دادگاه انقلاب اسلامی قرار می‌گیرد.